# Johann Philipp von Lamberg (Kämmerer)
Johann Philipp von Lamberg (* 9. September 1684; † 8. November 1735) war kaiserlicher Kämmerer und  Oberstlandjägermeister in Tirol.

## Leben
Johann Philipp, Reichsgraf von Lamberg, Freiherr zu Ortenegg und Ottenstein, Besitzer der Herrschaft Kitzbühel in Tirol, war das sechzehnte Kind des Grafen, späteren Fürsten, Franz Joseph von Lamberg (1637–1712) aus der Ehe mit Anna Maria Gräfin Trautmannsdorf († 21. April 1727). Der Passauer Fürstbischof Josef Dominikus, der Suffraganbischof Franz Alois und die Fürsten Leopold Matthias und Franz Anton waren seine Brüder. Sein Patenonkel, dessen Namen er auch erhielt, war Johann Philipp von Lamberg, ein Bruder seines Vaters. Der 1689 zum Fürstbischof von Passau ernannte Onkel kümmerte sich um die Ausbildung und Ausstattung seines Patensohns, machte ihn zu seinem Hofkavalier und ernannte ihn 1706 zum Oberststallmeister.
Er war kaiserlicher Kämmerer und fürstbischöflich Passauischer geheimer Rat und Oberststallmeister bis Ende des Jahres 1712, als er nach dem Tod seines Onkels und seines Vaters die Fideikommiss-Herrschaft Kitzbühel mit dem Schloss Münichau und andere Güter in Tirol erbte und dann Oberstlandjägermeister in Tirol wurde.
Er war verheiratet (3. August 1707) mit Maria Josepha Gräfin Montfort, Tochter des Reichsgrafen Johann Anton von Montfort und der Gräfin Maria Victoria von Spaur. Aus der Ehe gingen zwei Kinder hervor, Philipp Thomas Joseph und Philippina Maximiliana Josepha, die aber beide im Säuglingsalter starben. Seine Güter fielen daher an seinen Bruder Hans Ferdinand.